# ISO/IEC JTC 1
ISO/IEC JTC 1(International Organization for Standardization/International Electrotechnical Commission Joint Technical Committee 1)은 ISO와 IEC의 첫째 합동 기술 위원회이다. 1987년에 설립. ISO의 정보 기술 표준안과 IEC의 정보 기술 표준안의 충돌을 막음으로 정보 기술의 표준화를 보다 효율적으로 추진하는 것이 주 목적이다. 그러나 ISO나 IEC의 관리 아래에 있지는 않기 때문에 조직 구성, 용어, 표준화 면에서 ISO나 IEC와의 입장 차이가 존재해, 현재 이러한 입장 차이를 극복하기 위한 활동 또한 이루어지고 있다.
ISO/IEC JTC 1의 총회는 해마다 10월 또는 11월에 열린다. 첫 총회는 ISO/IEC JTC 1이 설립된 1987년 도쿄(東京)에서 열렸으며 2008년 총회는 나라(奈良)에서 열렸다.
ISO/IEC JTC 1에 참가하는 나라들은 P(Primary - 투표권 있음) 멤버와 O(Observer - 투표권 없음) 멤버로 나뉘며 현재 P 멤버는 32개 나라, O 멤버는 44개 나라이다.
또한 ISO/IEC JTC 1은 분야에 따라 37개 SC(Subcommittee)로 나뉘어 있으나 이 가운데 지금도 활동하는 SC는 17개. 이 SC는 또 몇 개의 WG(Working Group)로 나뉘며 WG 또한 지금도 활동하는 쪽과 그렇지 않은 쪽이 있다. WG에 대한 표기법은 "ISO/IEC JTC 1/SC 번호/WG 번호"이다("번호" 부분에 알맞은 수를 대입. 그리고 표기할 때에는 공백과 "/" 기호에도 주의해야 된다). SC나 WG 단위의 국제 회의도 있으며 이는 ISO/IEC JTC 1의 총회와 관계 없이 각 SC나 WG마다 따로 열린다.

## 요구 사항
공식적인 의무는 세계 시장이 비즈니스와 사용자의 요구에 만족하는 IT 표준을 개발하고 관리하고 제고하고 촉진시키는 것이다. 이를테면 다음과 같은 요구 사항이 있다.
- IT 시스템과 도구의 설계와 개발
- IT 제품과 시스템의 성능과 품질
- IT 시스템과 정보 보호
- 응용 프로그램들의 포팅 가능성
- IT 제품과 시스템의 상호 운용성
- 통합 도구 및 환경
- 조화로운 IT 어휘
- 사용자 친화적이고 인간공학 설계의 사용자 인터페이스

## SC
다음 표는 2008년을 기준으로 하여 작성된 것이다.
| 번호 | 이름                                                      | 이름(영문)                                                                | 활동 여부 | 주관하는 나라 | 주 규격                                                                                           |
| ---- | --------------------------------------------------------- | ------------------------------------------------------------------------- | --------- | ------------- | ------------------------------------------------------------------------------------------------- |
| 1    |                                                           |                                                                           | 아니오    |               |                                                                                                   |
| 2    | 부호화 문자 조합                                          | Coded Character Sets                                                      | 예        | 일본          | ISO/IEC 2022 ISO/IEC 8859 ISO/IEC 10646 ISO/IEC 14651                                             |
| 3    |                                                           |                                                                           | 아니오    |               |                                                                                                   |
| 4    |                                                           |                                                                           | 아니오    |               |                                                                                                   |
| 5    |                                                           |                                                                           | 아니오    |               |                                                                                                   |
| 6    | 통신과 시스템 사이의 정보 교환                            | Telecommunications and Information Exchange between Systems               | 예        | 미국          |                                                                                                   |
| 7    | 소프트웨어 기술                                           | Software and Systems Engineering                                          | 예        | 캐나다        | ISO/IEC 15504 ISO/IEC 20000                                                                       |
| 8    |                                                           |                                                                           | 아니오    |               |                                                                                                   |
| 9    |                                                           |                                                                           | 아니오    |               |                                                                                                   |
| 10   |                                                           |                                                                           | 아니오    |               |                                                                                                   |
| 11   | 유연성 자기 매체                                          |                                                                           | 예        |               |                                                                                                   |
| 12   |                                                           |                                                                           | 아니오    |               |                                                                                                   |
| 13   |                                                           |                                                                           | 아니오    |               |                                                                                                   |
| 14   |                                                           |                                                                           | 아니오    |               |                                                                                                   |
| 15   |                                                           |                                                                           | 아니오    |               |                                                                                                   |
| 16   |                                                           |                                                                           | 아니오    |               |                                                                                                   |
| 17   | 카드 및 개인 식별                                         | Cards and personal identification                                         | 아니오    | 영국          |                                                                                                   |
| 18   |                                                           |                                                                           | 아니오    |               |                                                                                                   |
| 19   |                                                           |                                                                           | 아니오    |               |                                                                                                   |
| 20   |                                                           |                                                                           | 아니오    |               |                                                                                                   |
| 21   |                                                           |                                                                           | 아니오    |               |                                                                                                   |
| 22   | 프로그래밍 언어, 환경 그리고 시스템 소프트웨어 인터페이스 | Programming Languages, Their Environments and System Software Interfaces  | 예        | 미국          |                                                                                                   |
| 23   | 정보 교환용 광 디스크 카트리지                            | Digitally Recorded Media for Information Interchange and Storage          | 예        | 일본          |                                                                                                   |
| 24   | 컴퓨터 그래픽스 및 이미지 처리                            | Computer Graphics, Image Processing and Environmental Data Representation | 예        | 영국          |                                                                                                   |
| 25   | 정보 기술 간의 상호 접속                                  | Interconnection of Information Technology Equipment                       | 예        | 독일          |                                                                                                   |
| 26   |                                                           |                                                                           | 아니오    |               |                                                                                                   |
| 27   | IT 보안 기술                                              | IT Security Techniques                                                    | 예        | 독일          | ISO/IEC 15408 ISO/IEC 17799 ISO/IEC 27001 ISO/IEC 27002                                           |
| 28   | 오피스 기술                                               | Office Equipment                                                          | 예        | 일본          |                                                                                                   |
| 29   | 음성, 화상, 멀티미디어, 하이퍼미디어 정보 부호화          | Coding of Audio, Picture, Multimedia and Hypermedia Information           | 예        | 일본          | ISO/IEC 10918 ISO/IEC 11544 ISO/IEC 11172 ISO/IEC 13818 ISO/IEC 14496 ISO/IEC 15938 ISO/IEC 21000 |
| 30   |                                                           |                                                                           | 아니오    |               |                                                                                                   |
| 31   | 자동 식별 및 데이터 취득 기술                             | Automatic Identification and Data Capture Techniques                      | 예        | 미국          |                                                                                                   |
| 32   | 데이터 관리 및 교환                                       | Data Management and Interchange                                           | 예        | 미국          |                                                                                                   |
| 33   |                                                           |                                                                           | 아니오    |               |                                                                                                   |
| 34   | 문서 기술(記述) 및 처리 언어                              | Document Description and Processing Languages                             | 예        | 일본          | ISO/IEC 26300 ISO/IEC 29500                                                                       |
| 35   | 유저 인터페이스                                           | User Interfaces                                                           | 예        | 프랑스        |                                                                                                   |
| 36   | 학습, 교육, 연수를 위한 정보 기술                         | Information Technology for Learning, Education and Training               | 예        | 미국          |                                                                                                   |
| 37   | 바이오메트릭스                                            | Biometrics                                                                | 예        | 프랑스        | ISO/IEC 19784 ISO/IEC 19785                                                                       |

## 같이 보기
- ISO/IEC JTC 2 (Joint Project Committee - Energy efficiency and renewable energy sources - Common terminology): ISO와 IEC의 두 번째 합동 기술 위원회. 2009년에 설립되었으며, 에너지 효율과 재생 에너지를 관장한다.[1]

## 참조
1. ↑  “ISO/IEC/JTC 2 - Joint Project Committee - Energy efficiency and renewable energy sources - Common terminology”. 2012년 10월 2일에 원본 문서에서 보존된 문서. 2010년 1월 1일에 확인함.